# Phoradendron rotundifolium
Phoradendron rotundifolium är en sandelträdsväxtart som beskrevs av C.T. Rizzini. Phoradendron rotundifolium ingår i släktet Phoradendron och familjen sandelträdsväxter. Inga underarter finns listade i Catalogue of Life.